# Krzysztof Czarnecki
Krzysztof Władysław Czarnecki (ur. 25 października 1957 w Trzciance) – polski polityk, przedsiębiorca i samorządowiec, poseł na Sejm V, IX i X kadencji.

## Życiorys
Z wykształcenia technik budowlano-drogowy, był m.in. wiceprezesem przedsiębiorstwa działającego w branży budowlanej. Należał do Porozumienia Centrum, później przystąpił do Prawa i Sprawiedliwości. Od lat 90. do 2005 zasiadał w radzie miejskiej Trzcianka, od 1994 do 1998 był członkiem zarządu miasta. W 2005 z listy PiS uzyskał mandat posła w okręgu pilskim. W wyborach parlamentarnych w 2007 bez powodzenia ubiegał się o reelekcję. Do Sejmu startował również w wyborach w 2011. W 2010 bez powodzenia kandydował na burmistrza, uzyskał ponownie mandat radnego. W 2013 wygrał przedterminowe wybory na urząd burmistrza. W 2014 został wybrany na kolejną kadencję. W 2018 nie uzyskał reelekcji w wyborach na burmistrza, powrócił natomiast w skład rady miasta. W tym samym roku został członkiem zarządu powiatu czarnkowsko-trzcianeckiego.
W wyborach w 2019 ponownie został wybrany do Sejmu, otrzymując 38 116 głosów. W 2023 utrzymał mandat na kolejną kadencję (dostał wówczas 37 420 głosów).